# 生活豐富中心
生活豐富中心（英語：Living Enrichment Center, LEC）是美國俄勒岡州的一個新思想組織和靜修中心。該中心由瑪麗·莫里西和她的前夫海文·博格斯（Haven Boggs）於20世紀70年代創立。LEC在其運作期間，從最初不到十名會眾發展到約4,000名，成為該州最大的新思想教會。 然而，由於一宗1070萬美元的財務醜聞，LEC於2004年關閉。

## 創立

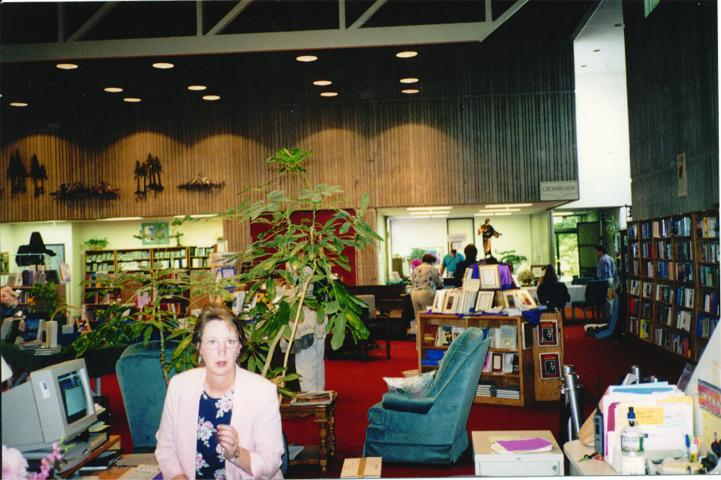
威爾遜維爾校區內部

1974年，生活豐富中心最初是在瑪麗·莫里西位於俄勒岡州舒爾斯的小農場的客廳中開始的。教會最初並不成功，1979年，莫里西夫婦帶著家人和他們的事工走上了全國之路，在全國各地的教會舉辦建立自尊心的工作坊。一年後，瑪麗和海文在俄勒岡州比弗頓的奧德菲洛斯會堂創立了教會，該教會後來被命名為生活豐富中心。1992年11月，LEC收購了位於威爾遜維爾的前卡拉漢中心，這是一個佔地93英畝的地塊，內有一棟三層樓高的94,000平方英尺的建築以及13間小屋。

## 設施
LEC在其威爾遜維爾校區內設有內部書店、靜修中心、咖啡館、一個名為Cristofori School的教育機構（從幼稚園到三年級）和一個外展電視事工。Namaste Retreat and Conference Center是其姐妹組織，被稱為「俄勒岡州領先的靈性靜修中心」，並舉辦了許多新時代和新思想社區的知名人士的靜修活動，包括瑪麗安·威廉森、韋恩·戴爾、迪帕克·喬普拉等。

## Life Keys 節目
1997年4月，LEC推出了一個名為Life Keys的每周錄製的電視節目，由莫里西主持，並在包括華盛頓、加利福尼亞、亞利桑那和德克薩斯在內的幾個州播放。該節目主要在公共訪問電視台播出，LEC還製作了莫里西週日講道的錄音帶、CD和錄像帶，這些產品可在LEC書店購買。

## 財務醜聞
2004年初，莫里西因未償還貸款而被LEC成員起訴。據報導，這些貸款通常是直接借給莫里西的，她的個人財務、丈夫愛德華·莫里西和LEC的財務沒有分開處理。2005年4月6日，莫里西夫婦與俄勒岡州消費者和商業服務部達成和解協議。愛德華·莫里西承認洗錢罪，並被判處36個月監禁。瑪麗·莫里西則同意支付部分可支配收入以償還LEC的前成員。

## 關閉

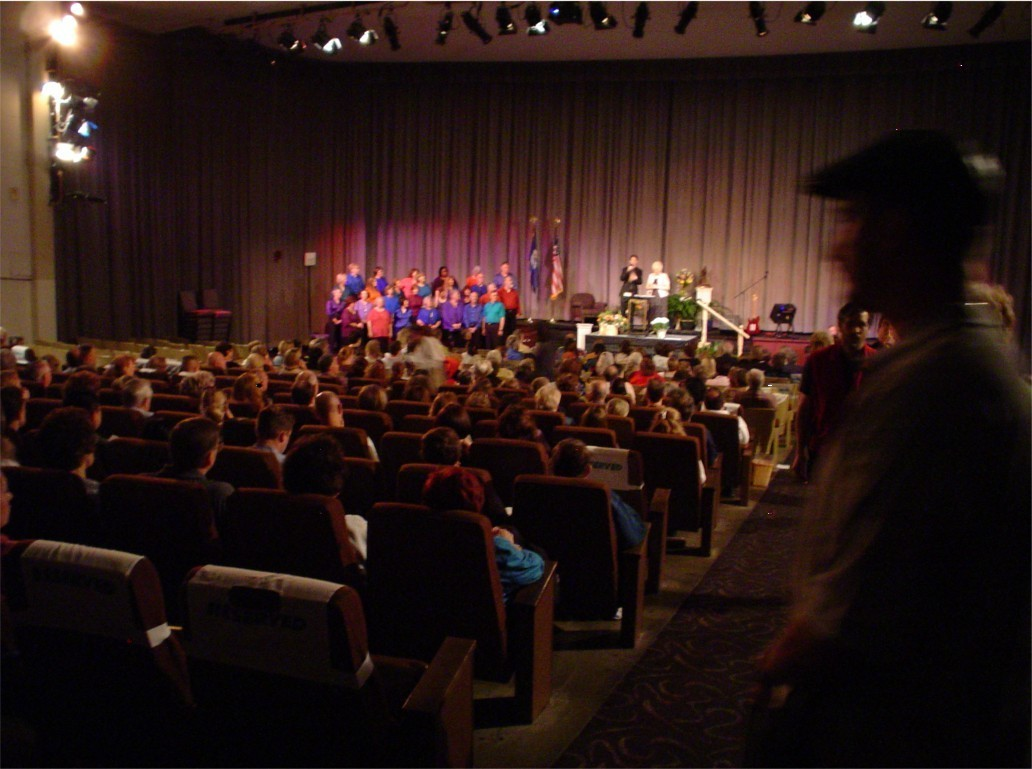
2004年8月24日，生活豐富中心在比弗頓的山谷劇院舉行最後一次禮拜的觀眾

2004年6月，生活豐富中心放棄了威爾遜維爾的設施，搬遷到比弗頓的一家電影院。8月5日，莫里西宣佈辭去生活豐富中心的首席牧師、總裁和董事會成員職務。8月29日，生活豐富中心舉行了最後一次禮拜。

## 莫里西夫婦

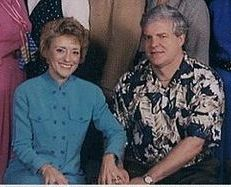
愛德華·莫里西和瑪麗·曼寧·莫里西在生活豐富中心任職期間

瑪麗·莫里西是生活豐富中心的創始人和首席牧師。她在20世紀90年代中期與愛德華·莫里西結婚，婚後不久，愛德華成為教會的首席財務官。2006年，愛德華·莫里西被轉移到西雅圖的一個中途之家，並於2007年2月2日獲釋。瑪麗·莫里西則繼續撰寫書籍和音頻節目，包括與鮑勃·普羅克特合著的《被遺忘的十一條法律》。

## 外部連結
- 俄勒岡州對莫里西夫婦的起訴書 （页面存档备份，存于）
- 俄勒岡州消費者和商業服務部宣布與前生活豐富中心領袖瑪麗·曼寧·莫里西和愛德華·莫里西達成和解 （页面存档备份，存于）
- "問題是：錢都去哪裡了？"